# GLASS-z13
GLASS-z13 یک کهکشان ستاره ساز با انتقال به سرخ زیاد است که توسط تلسکوپ فضایی جیمز وب در جولای 2022 کشف شد. این کهکشان در حال حاضر یکی از قدیمی‌ترین کهکشان‌هایی است که تاکنون کشف شده است و قدمت آن به ۳۰۰ تا ۴۰۰ میلیون سال پس از انفجار بزرگ بازمی‌گردد. این انتقال به سرخ تقریباً 13 = z دارد  این کهکشان در کنار کهکشان دیگری به نام GLASS-z11، قابل مقایسه با جی‌ان - ز۱۱ ، که یکی از قدیمی ترین کهکشان های کشف شده نیز می باشد، کشف شد. 